# Spiritisme abracadabrant
Spiritisme abracadabrant és una pel·lícula de Georges Méliès estrenada el 1900 a l'inici del cinema mut. Aquesta pel·lícula de vegades s'anomena Spiritisme extravagant o Spiritisme fin de siècle.

## Sinopsi
Sobre el tema de desvestir-se impossible, un esperit té problemes amb la seva roba. Quan no és el seu barret el que desapareix, és un altre objecte! Aquesta pel·lícula està en blanc i negre.

## Repartiment
- Georges Méliès: L'humorista excèntric o l'espiritista.